# Petits Meurtres entre nous
Cet article concerne le film américain de Jim Wilson sorti en 1996. Pour le film français d'André Michel sorti en 1962, voir Comme un poisson dans l'eau.
Pour plus de détails, voir Fiche technique et Distribution.
Petits Meurtres entre nous (Comme un poisson dans l'eau au Québec) est un film américain réalisé par Jim Wilson et sorti en 1996. C'est un remake du film norvégien Hodet over vannet de Nils Gaup.

## Synopsis
George, un magistrat, et sa jeune épouse Nathalie passent leurs vacances sur une île en compagnie de Lance, un ami d'enfance de Nathalie. Un soir où George et Lance sont partis à la pêche, Nathalie reçoit la visite inattendue de Kent, son ex. Kent meurt pendant la nuit et Nathalie décide de cacher son cadavre. Mais George ne tarde pas à découvrir que sa femme a reçu de la visite.

## Fiche technique
- Titre : Petits Meurtres entre nous
- Titre original : Head Above Water
- Titre québécois : Comme un poisson dans l'eau
- Réalisation : Jim Wilson
- Scénario : Theresa Marie
- Décors : Jeffrey Beecroft
- Costumes : Colleen Atwood
- Photographie : Richard Bowen
- Montage : Michael R. Miller
- Musique : Christopher Young
- Production : John M. Jacobsen et Jim Wilson
- Société de production : Majestic Films International, Tig Productions
- Société de distribution : New Line Cinema (États-Unis)
- Pays d'origine :  États-Unis
- Langue originale : anglais
- Format : Couleurs - 1,85:1 - Dolby - 35 mm
- Genre : Thriller et comédie noire
- Durée : 92 minutes
- Dates de sortie : 
  -  Norvège : 7 novembre 1996
  -  États-Unis,  Canada : 25 juin 1997

## Distribution
- Harvey Keitel (VF : Bernard Tiphaine) : George
- Cameron Diaz (VF : Julie Turin) : Nathalie
- Craig Sheffer (VF : Nicolas Marié) : Lance
- Billy Zane (VF : Bruno Dubernat) : Kent
- Shay Duffin (VF : Bernard Métraux) : le policier

## Accueil

### Accueil critique
Le film n'a bénéficié que d'une sortie limitée au cinéma. Il recueille 60 % de critiques positives, avec une note moyenne de 4,5/10 et sur la base de 10 critiques collectées, sur le site Rotten Tomatoes.